# Progetti Gestioni Ecologiche
Progetti Gestioni Ecologiche war ein italienischer Hersteller von Elektroautos aus Stra bei Venedig.

## Unternehmensgeschichte
Das Unternehmen begann 1975 mit der Entwicklung von Elektroautos. Mit dem von Angelo Dalle Molle ausgehenden Projekt sollte ein Beitrag zur Verbesserung der Luftqualität und der Reduzierung des Individualverkehrs in den Ballungszentren geleistet werden. Es beruhte auf einem computergestützten vollautomatischen Carsharing-Projekt mit Elektroautos, das vom Angelo Dalle Molle gegründeten Centro Studi della Barbariga ausgearbeitet wurde. Das Studienzentrum war in der gleichnamigen Privatvilla von Dalle Molle 1975 eingerichtet worden. 1976 wurden in Zusammenarbeit mit Enel, Italgas, Fiat und A.E.M. fünf Modelle zugelassen.

## Fahrzeuge
Das Unternehmen stellte Fahrzeuge für den privaten und geschäftlichen Gebrauch her. Zu den Personenwagen zählte das Coupé 3 P mit zwei bis drei Sitzplätzen und der 6 P, ein offenes Freizeitauto im Stile des Fissore Scout mit vier Sitzen. Beide Modelle hatten einen Rohrrahmen und eine Leichtmetallkarosserie. Ein Elektromotor mit 72 Volt trieb die Vorderräder an. Die bauartbedingte Höchstgeschwindigkeit war mit 60 km/h angegeben und die Reichweite mit bis zu 100 km. Laut einer Quelle war optional eine Ausführung als Hybridelektrokraftfahrzeug mit Verbrennungs- und Elektromotor erhältlich. Eine andere Quelle erwähnt nur die Hybrid-Variante mit einem Zweizylinder-Ottomotor und einem Elektromotor mit wahlweise 6 kW oder 15 kW Leistung.
Ein Fahrzeug war 2012 im Museo dell'automobile Bonfanti-Vimar in Romano d’Ezzelino zu besichtigen. Ein weiteres befindet sich im Dundee Museum of Transport im schottischen Dundee.

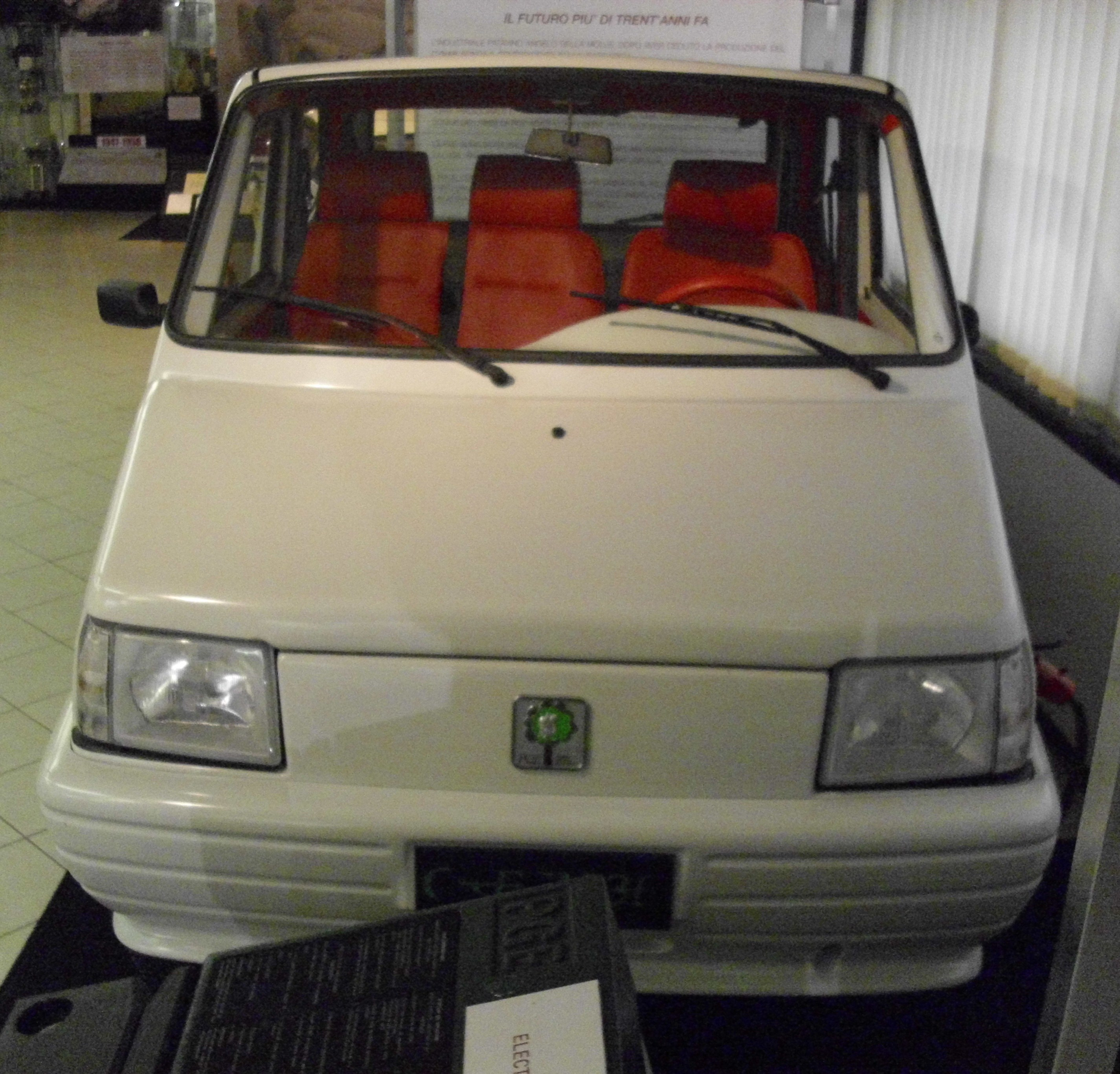
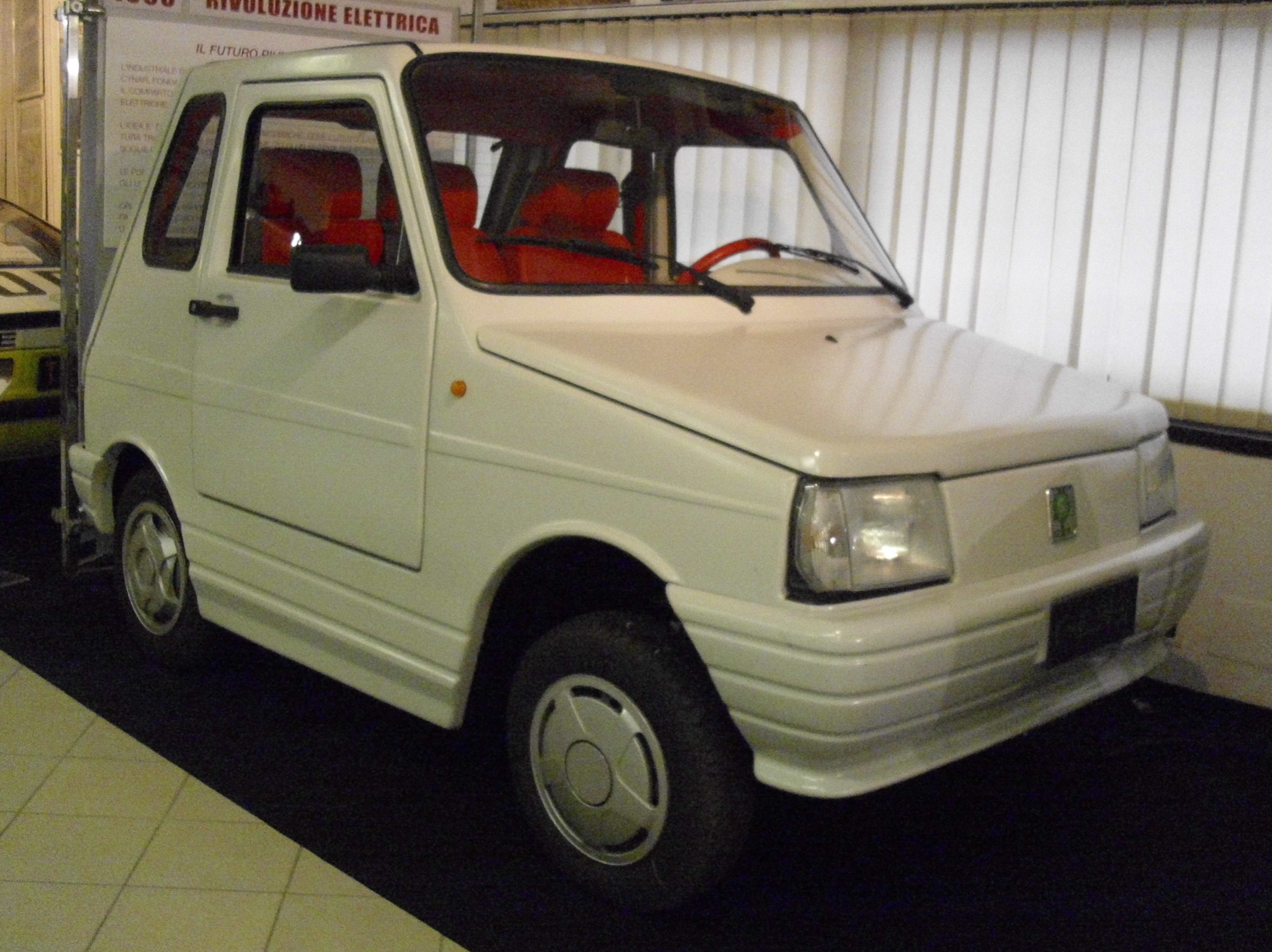
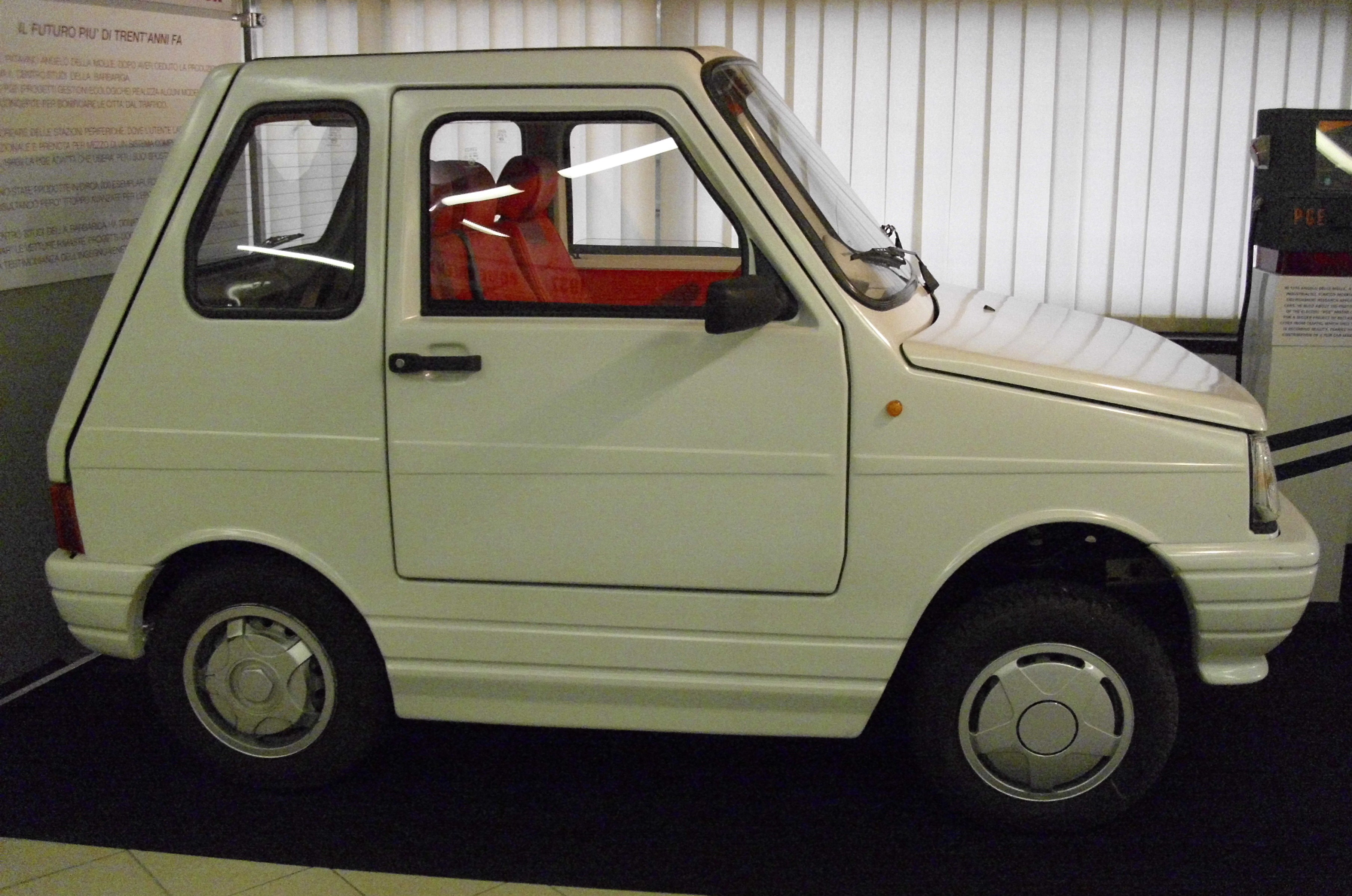
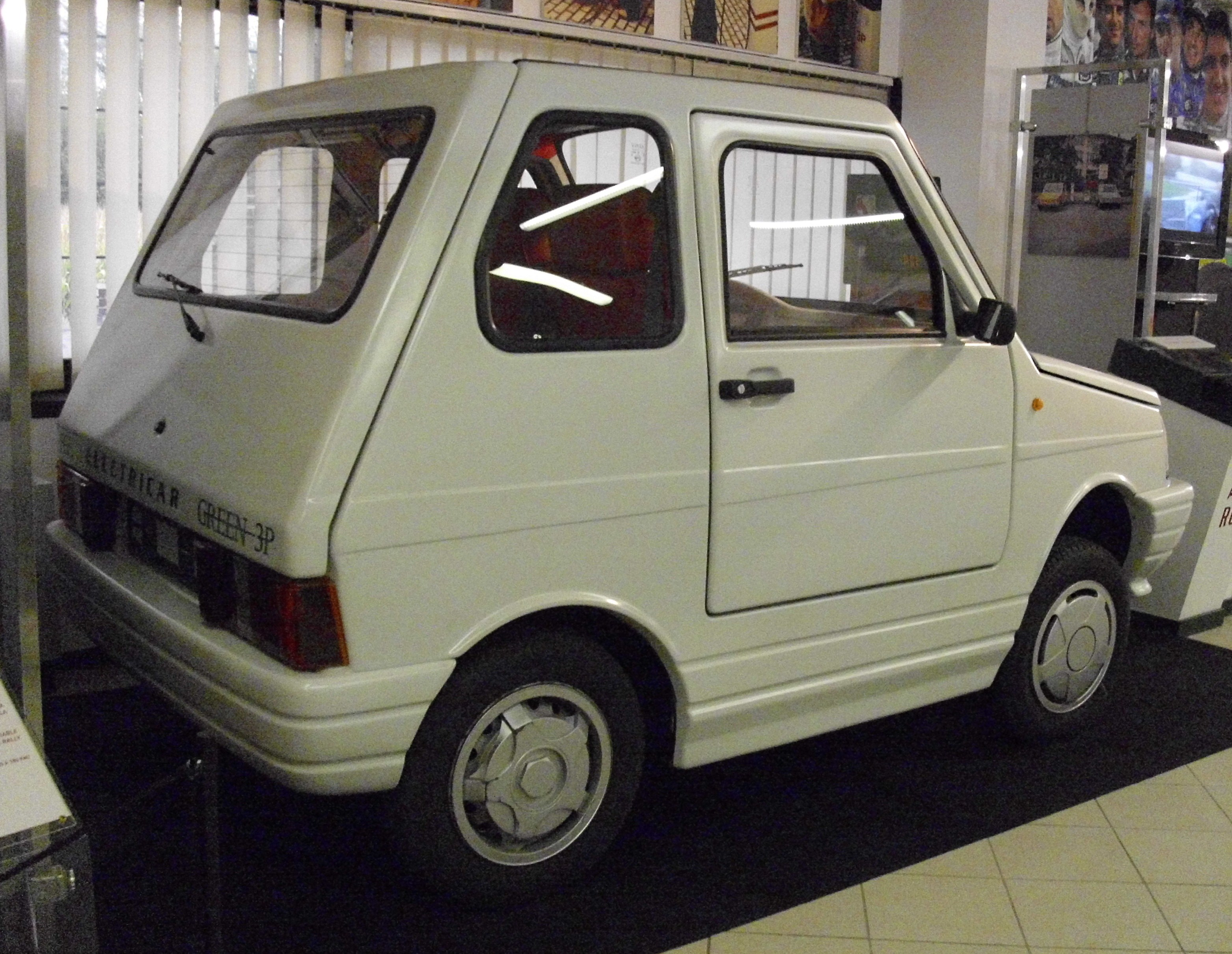